# Tony Cobián
Antonio Hernández Cobián (Ensenada, Baja California, 21 de agosto de 1991), más conocido como Tony Cobián, es un actor, cantante y productor musical mexicano. Es conocido por haber participado en la primera edición del programa Código Fama e interpretar al personaje "Chuletón" en la telenovela Infantil Alegrijes y Rebujos. Actualmente es productor musical y compositor en varios proyectos de Televisa, así como producciones independientes en la Ciudad de México y en Baja California.

## Biografía y carrera

### Inicios
Nació el 21 de agosto de 1991 en Ensenada, Baja California, México.
Proveniente de una familia de músicos y cantantes, desde temprana edad mostró su interés por cantar, participando en eventos locales, así como en Tijuana, Mexicali, Tecate, Rosarito y parte de Estados Unidos usando el nombre artístico de Toñito Hernández y después apodado como "El Rayito Del Norte".
A los 9 años realiza su primer material discográfico con la Banda Santa Cruz titulado "El Niño Ilegal" con la dirección de Gustavo Rivera y producido por Pedro Rivera en Estados Unidos bajo el Sello de Acuario Records.
A los 10 años es invitado a participar en el concurso de música norteña en el programa sábado Gigante de Univisión ganando un segundo lugar.

### Código Fama 1 (2002-2003)
Con una convocatoria de más de 40,000 niños, logró ser uno de los 40 seleccionados para participar en la primera temporada de Código Fama, concurso de canto  y reality show realizado por Televisa Niños, donde el 1.er premio constaba de la producción de un disco y ser el protagonista en la siguiente telenovela de la productora Rosy Ocampo.
Participó con la canción "El Mil Amores" con el Mariachi Gama 1000 pasando a la etapa de votaciones, pero al no lograr alcanzar la cantidad suficiente de llamadas necesarias pasó a la etapa de "Repechaje", recibiendo una seguna oportunidad en donde volvió a participar con la canción "Por Ellas".
Terminó siendo descalificado del concurso después del "Repechaje" y recibió el ranking de Código Bronce, siendo Miguel Martínez el ganador del concurso y Código Oro.

### Alegrijes y Rebujos (2003-2004)
A la salida del reality, en ese mismo año, es invitado a participar en la telenovela infantil Alegrijes y Rebujos como parte del elenco infantil junto a otros participantes de Código Fama con el personaje estelar de Pablo "El Chuletón" y con un tremendo éxito a nivel nacional e internacional.
Del proyecto se forma el grupo musical "Alegrijes y Rebujos" que logró vender, a pocos días del lanzamiento, más 150 mil copias del disco "Alegrije" y "Rebujo" y donde obtuvo su primer Disco de Platino por ventas, que luego se convertiría en Triple Disco de Platino por más de 300 mil copias vendidas. También realiza su primer masivo en el Zócalo de la Ciudad de México con "Alegrijes y Rebujos" frente a más de 140 mil personas.
A finales de 2003, Alegrijes y Rebujos de la imagen del Teletón México de ese año y junto con sus compañeros interpreta la canción "Lo Hacemos Todos". También durante las épocas navideñas de ese año, realizan una serie de 5 conciertos en el "Auditorio Nacional" de la Ciudad de México con un lleno total y en donde se grabaría el DVD "Alegrijes y Rebujos En Concierto".
El capítulo final de la telenovela se realizó en vivo desde el colosal Estadio Azteca con uno de los Índices de audiencia más altos de la televisión hasta ese momento y con 75 mil personas en el concierto de despedida. Al final de la etapa de Alegrijes, participa con sus compañeros en "Código Fama 2.ª Edición" cantando el tema de entrada del programa al inicio de cada emisión.

### Carrera de Actor (2004-2008)
Después de terminar la telenovela fue invitado por Jorge Ortiz de Pinedo para protagonizar la obra de teatro "Tom Sawyer" junto a Vadhir Derbez y más de 30 actores en escena, donde interpretó Huckleberry Finn, el mejor amigo y cómplice de Tom.
En esta etapa entra CEA Infantil de Televisa en el Grupo Especial para estudiar actuación y baile. Al terminar 1 año de estudios entró al Grupo F del CEA de Jóvenes ya a la edad de 15 años junto a sus compañeros de “Código Fama” y "Alegrijes y Rebujos".
Durante este tiempo participa en varios comerciales para México y Estados Unidos, programas como Hoy, "Nuestra Casa" y "El Club","Hospital El Paisa ", "Casos de la Vida Real", "Vecinos" “La Rosa De Guadalupe" y en el video musical "Por Quien Me Dejas" de Los Creadorez Del Pasito Duranguense.

### Garabatos y Taxi 9091 (2007-2009)
En 2007, durante su tiempo en el CEA, forma parte del grupo musical "Garabatos" con compañeros de Código Fama y producido por el coreógrafo Félix Greco, proyecto que es firmado por Televisa Music Publishing y apoyado por los productores Gustavo Lara y Manuel Basurto. Al comenzar a utilizar composiciones propias y con un cambio a estilo Rock-Pop, la banda es renombrada a Taxi 9091 y pasa a las manos del productor Giorgio Torelli.
Con este proyecto logra colocar temas de su autoría en varias telenovelas y programa de Televisa como "verano de Amor", "Como Dice El Dicho", "Mi Corazón Es Tuyo", entre otros.
Integrantes (Garabatos y Taxi 9091):
- Tony Cobián
- Diago Girón
- Joss Favela
- Jass Reyes
- Yoby Zúñiga
- Majo Orea
- Xitlali Sarmiento

### Producción musical (2010-presente)
Al terminar su etapa con Taxi 9091, se muda a Ensenada, Baja California y decide enfocarse a la producción musical con la idea de apoyar al talento local bajo la marca Skyline Studio al mismo tiempo que participa como cantante en varios grupos musicales de la región y como telonero en varios conciertos.

## Compositor y productor musical en TV
En 2013 recibe la oportunidad de trabajar como compositor y productor musical para varios proyectos de Televisa.
| Programas                        | Productor    | Año  | Colaboración    |
| -------------------------------- | ------------ | ---- | --------------- |
| Mentir para vivir                | Rosy Ocampo  | 2013 | Música          |
| Qué pobres tan ricos             | Rosy Ocampo  | 2014 | Música y letras |
| La doble vida de Estela Carrillo | Rosy Ocampo  | 2017 | Música y letras |
| Papá a toda madre                | Eduardo Meza | 2017 | Música y letras |
| Doña flor y sus dos maridos      | Eduardo Meza | 2018 | Música y letras |